# Akodon lorenzinii
Akodon lorenzinii es una especie extinguida de roedor de pequeño tamaño de la familia Cricetidae, y del género Akodon, cuyos integrantes son denominados comúnmente ratones. Habitó el Cenozoico superior del centro-este del Cono Sur de Sudamérica. 

## Taxonomía
Esta especie fue descrita originalmente en el año 1987 por el zoólogo argentino Osvaldo A. Reig.
Edad atribuida
La presencia de este ratón en el perfil se tomó como especie indicadora o fósil guía para definir la “biozona de Akodon (Akodon) lorenzinii”, correspondiente a la base bioestratigráfica del Marplatense medio (subedad Vorohuensense), referida a la "Formación" Vorohué, de Kraglievich. con una antigüedad aproximada de 2,6 Ma, en el Plioceno más tardío, justo antes del límite con el Pleistoceno temprano o inferior. 
La diversidad faunística de paleovertebrados de la unidad que integra muestra fuertes evidencias de aridización.
Tanto las faunas Barrancalobense y Vorohuensense son mucho menos diversas que el Chapadmalalense, aunque la “biozona de Akodon (Akodon) lorenzinii” es un lapso sumamente relevante porque incluye las primeras apariciones de varias familias de origen Holártico, demostrando que ya se había iniciado el evento denominado: “Gran Intercambio Biótico Americano”.
Caracterización y relaciones filogenéticas
Akodon lorenzinii pertenece al subgénero “Akodon”, el que cuenta con varios representantes vivientes.